# 윤슬초등학교
윤슬초등학교는 대한민국 경기도 하남시에 있는 공립 초등학교이다. 전체 학생수는 1330명이고 남자 학생수는 696명이며 여자 학생수는 634명이다.

## 연혁
- 2016.04.20 임시사용 승인
- 2016.04.28 윤슬초등학교 개교(8학급) 및 병설유치원 개원(3학급)
- 2016.04.28 초대 안순례 교장 부임
- 2017.02.09 제 1회 졸업식 (88명)